# 郑獬

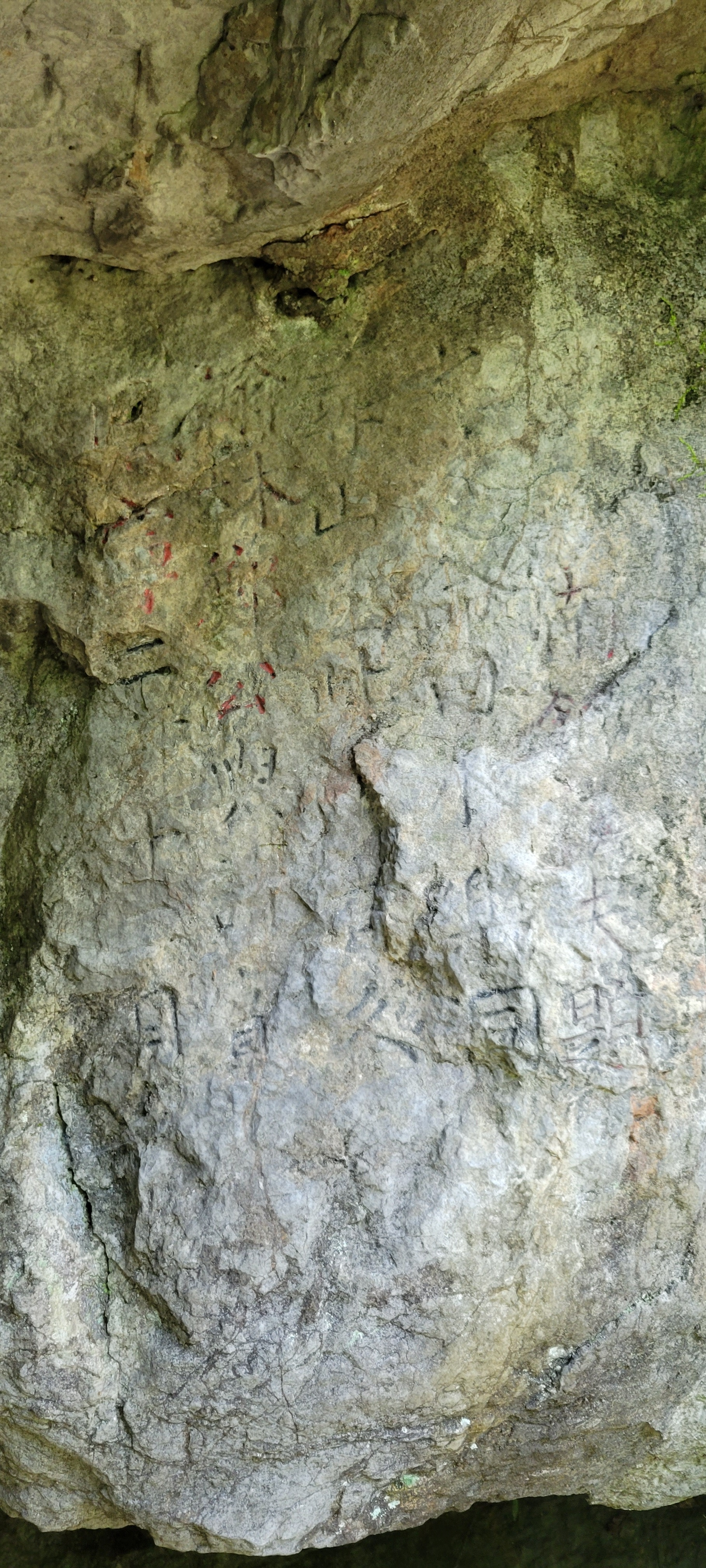
熙寧二年（1069）翰林鄭獬于杭州南高峰水樂洞題名：熙宁二年十二月,翰林郑公与诸賓寻山至此,□□久之,遂命曰水乐洞。南舒正夫题

鄭獬（1022年—1072年），字毅夫，號雲谷，江西寧都梅江鎮西門人。北宋文学家，政治家。
生于宋真宗乾兴元年，自小刻苦學習，勤奮上進，《宋史》称其“词章豪伟峭整，流辈莫敢望。”。求學于湖南湘陰縣的笙竹書院，為國子監生，鄭獬宣稱自己“李廣事業，自謂無雙；杜牧文章，止得第五”。皇祐四年（1052年）中湖北鄉試舉人，次年，赴京會試，中進士一甲一名狀元，授陈州通判。治平二年（1065年）知荆南，神宗时为翰林学士，权知开封府，与王安石政见不合。晚年生活凄苦。神宗熙宁五年卒，生前家貧，無以為葬，灵柩停于寺庙十余年。周守滕任安州知府时为之落葬。著有《郧溪集》。有子郑宣义。

## 郑獬作品
- 「郑獬」诗词全集(443)首)

## 延伸阅读
[在维基数据编辑]
 《宋史·卷321》，出自脱脱《宋史》